# Valencia de las Torres
Valencia de las Torres es un municipio y localidad española de la provincia de Badajoz, en la comunidad autónoma de Extremadura. El término municipal tiene una población de 480 habitantes (INE 2024).

## Geografía
Se sitúa próximo a Llerena, en un valle en la falda de una loma. Pertenece a la comarca de Campiña Sur y al partido judicial de Llerena.

## Historia
Existe desde el año 1502, la ubicación de esta villa como la Corte temporal e itinerante de los Reyes Católicos, Isabel I de Castilla y Fernando de Aragón, como recogen las crónicas colombinas en parte de los Archivos históricos PARES, en la que tuvo una importancia histórica esta villa extremeña de Valencia de las Torres, aunque en su origen, era conocida en singular, como: “Valencia de la Torre”:
“…Carta original de los Reyes Católicos a Colón en la que le dicen que recibieron sus cartas y le recomiendan no pierda tiempo en su viaje pasando por la Isla Española, para que a su vuelta les informe de lo que haya encontrado…”
(Valencia de la Torre. 14 de marzo de 1502)
En 1594 formaba parte de la provincia León de la Orden de Santiago y contaba con 455 vecinos pecheros.
A la caída del Antiguo Régimen la localidad se constituye en municipio constitucional en la región de Extremadura. Desde 1834 quedó integrado en el partido judicial de Llerena. En el censo de 1842 contaba con 135 hogares y 1230 vecinos. A mediados del siglo XIX, la villa tenía contabilizadas 150 casas. Aparece descrita en el decimoquinto volumen del Diccionario geográfico-estadístico-histórico de España y sus posesiones de Ultramar de Pascual Madoz de la siguiente manera:

VALENCIA DE LAS TORRES: v. con ayunt. en la prov. de Badajoz (15 leg.), part. jud. y dióc. de Llerena (3), aud. terr. de Cáceres (21), c. g. de Estremadura: sit. en un valle á la falda de un cerro y márg. de un arroyo; es de clima templado; reinan los vientos N. y O., y se padecen tercianas. Tiene 150 casas de piso bajo, en 5 calles y una plaza, en la que se halla la casa de ayunt.; archivo y escuela en el mismo edificio, y contigua á ellas la cárcel; á la escuela dotada con 2,000 rs. de los fondos públicos, asisten 30 niños; la hay tambien de niñas con 660 rs. de dotacion, en la que se educan 15; igl. parr. (La Asuncion) con curato de entrada, de provision de S. M. á propuesta del tribunal especial de las órdenes militares, como perteneciente á la de Santiago, á la que es aneja la de la Higuera, tiene una magnífica pila bautismal; en los afueras se halla un cast. llamado del Homenage, del que solo se conserva un torreon sin entradas; una alameda plantada en 1831; varias huertas de frutales, y el cementerio; 2 fuentes dentro del pueblo, de las cuales la llamada Cuadrada, es sumamente medicinal contra el mal de orina; en las inmediaciones hay otras muchas, y á dist. de 1 1/2 leg., existe la de la Muda, ferruginosa y recomendada para abrir el apetito y facilitar la digestion. Confina el térm. por N. con el de Llerena; E. Hornachos, Retamal y Campillo; S. Villagarcía é Higuera de Llerena, y O. Usagre y Maguilla, á dist. de 1/2 leg. á 2, y comprende las deh. de San Martin y Bercial (V.); la del Cam po con 3,200 cab. para ganado lanar y boyal, del comun; los terrenos de Alatilla, Carrascosa y Peña del Cerro, destinados á pastos, y la llamada de Donadio, de 600 fan. de labor, propia de los capellanes de Santiago de Llerena. Le bañan los r. Matachel y Retin, y el arroyo comun, que desagua en el anterior. El terreno es delgado la mayor parte: los caminos vecinales: el correo se recibe en Llerena por balijero tres veces á la semana. prod.: trigo, cebada, centeno, avena, habas, garbanzos, frutas y algun aceite; se mantiene ganado lanar, vacuno, yeguar y de cerda, y se cria caza de todas clases- ind. y comercio: 3 molinos harineros, uno de aceite, 2 tahonas y el tráfico de sus frutos. pobl.: 135 vec., 1,230 alm. cap. prod.: 9.475,055 rs. imp.: 322,772 contr.: 21,587 rs. 18 mrs. presupuesto municipal: 15,907, del que se pagan 3,600 al secretario, y se cubre con el fondo de propios.
(Madoz, 1849, pp. 454-455)

## Demografía
Valencia de las Torres cuenta con una población de 480 habitantes (INE 2024).
| Gráfica de evolución demográfica de Valencia de las Torres entre 1842 y 2021                                          |
| |
| Población de derecho según los censos de población del INE. Población de hecho según los censos de población del INE. |

## Patrimonio
- Iglesia parroquial católica bajo la advocación de Nuestra Señora de la Asunción, en la archidiócesis de Mérida-Badajoz.[6]